# Dolní Údolí
Dolní Údolí (do 1949 roku Dolní Grunt, niem. Nieder-Grund, Niedergrund, Nieder Grund) – wieś, część gminy miejskiej Zlaté Hory, położona w kraju ołomunieckim, w powiecie Jesionik, w Czechach.